# Philippine Campaign Medal
La Philippine Campaign Medal (en français : Médaille de campagne des Philippines) est une médaille des forces armées des Etats-Unis qui a été créée récompenser le service des militaires américains dans la guerre américano-philippine entre 1899 et 1913. Même si c'est une simple médaille de service, la Philippine Campaign Medal a été délivrée sous des critères distincts pour l'US Army (Armée de terre) et l'US Navy (Marine).
Cette médaille est différente de la récompense de la médaille du Congrès philippin (Philippine Congressional Medal) qui était une médaille de l'armée de terre récompensant pour les services spéciaux rendus durant guerre américano-philippine.

## US Army
La version de l'armée de terre de la Philippine Campaign Medal a été établi le 12 janvier 1905 sous l'ordre du département de la guerre des Etats-Unis. La médaille a été décernée à tous les militaires de l'armée qui ont servi dans des campagnes à terre, dans les îles philippines, du 4 février 1899 jusqu'à une date inconnue à ce jour. En janvier 1914, la Philippine Campaign Medal a été déclaré fermée avec les opérations approuvés suivantes :
- Toutes actions en Philippines entre le 4 février 1899 et le 4 juillet 1902.
- Service dans le département du Mindanao entre le 4 février 1899 et le 4 juillet 1902.
- Toutes actions contre les Pulahans (en) sur l'île de Leyte entre le 20 juillet 1906 et le 30 juin 1907.
- Actions militaires sur l'île de Samar entre le 2 août 1904 et le 30 juin 1907.
- Actions militaires sur l'île de Jolo entre avril et mai 1905.
- Actions militaires contre Datu Ali (en) sur Mindanao en octobre 1905.
- Actions militaires contre les Moros dans plusieurs régions.
- Toutes actions où un soldat américain a perdu la vie, a été blessé ou a été impliqué dans une action hostile entre le 4 février 1899 et le 31 décembre 1913.

La Philippine Campaign Medal a été décernée en tant que médaille de service unique quel que soit le nombre de campagnes auxquelles le militaires a pris part. La Citation Star d'argent (Silver Citation Star) a été remise à ceux qui ont accompli un actes héroïque ou de bravoure.

## US Navy/US Marine Corps
La version marine de la Philippine Campaign Medal a été instauré le 27 juin 1908, par une commande spéciale provenant du département de la marine des Etats-Unis. La face de la médaille est la même pour les deux services tandis que le verso représente le nom du service.
Pour obtenir la Philippine Campaign Medal, un membre de la marine ou du Corps des Marines devait avoir servi dans les îles Philippines entre le 4 février 1899 et le 31 décembre 1904. Ce service devait être effectué à terre pour soutenir des unités de l'armée ou à bord de certains navires affectés à la zone de la mer des Philippines. La version marine de la Philippine Campaign Medal était une récompense unique, sans dispositif autorisé.

## Apparence
Les versions de l'armée de terre et de la marine de la Philippine Campaign Medal variaient légèrement dans leur conception. La version de l'armée de terre présentait un médaillon en bronze avec les mots "Insurrection philippine" centrés au-dessus du chiffre de l'année 1898 et sous un palmier et une lampe romaine. Le ruban de la médaille de l'armée de terre consistait en un large ruban bleu avec deux bandes rouges.
La Philippine Campaign Medal de la marine était à l'origine considérée comme une distinction totalement distincte de la médaille de l'armée de terre et apparaissait comme suspendue à un ruban rouge et jaune.
Le 12 août 1913, la marine a modifié la couleur du ruban pour l'harmoniser avec la version de l'armée de terre et, à partir de ce moment, les Philippine Campaign Medals de l'armée de terre et de la marine ont été considérées comme une seule et même récompense, mais avec des styles de médaille différents. La Philippine Campaign Medal de la Marine présentait un médaillon en bronze avec les mots " Campagne des Philippines ", centré au-dessus des dates " 1898-1903 ", et sous la représentation d'une porte en pierre menant à Manille.

## Source
- (en) Cet article est partiellement ou en totalité issu de l’article de Wikipédia en anglais intitulé « Philippine Campaign Medal » (voir la liste des auteurs).